# FFH-Gebiet Gottesgabe
Das FFH-Gebiet Gottesgabe ist ein NATURA 2000-Schutzgebiet in Schleswig-Holstein im Kreis Plön in den Gemeinden Lammershagen, Giekau, Rantzau und Grebin. Es liegt in der Landschaft Probstei und Selenter See Gebiet (Landschafts-ID 70203), in der Haupteinheit Ostholsteinisches Hügelland. Diese ist wiederum Teil der Naturräumlichen Großregion 2. Ordnung Schleswig-Holsteinisches Hügelland.

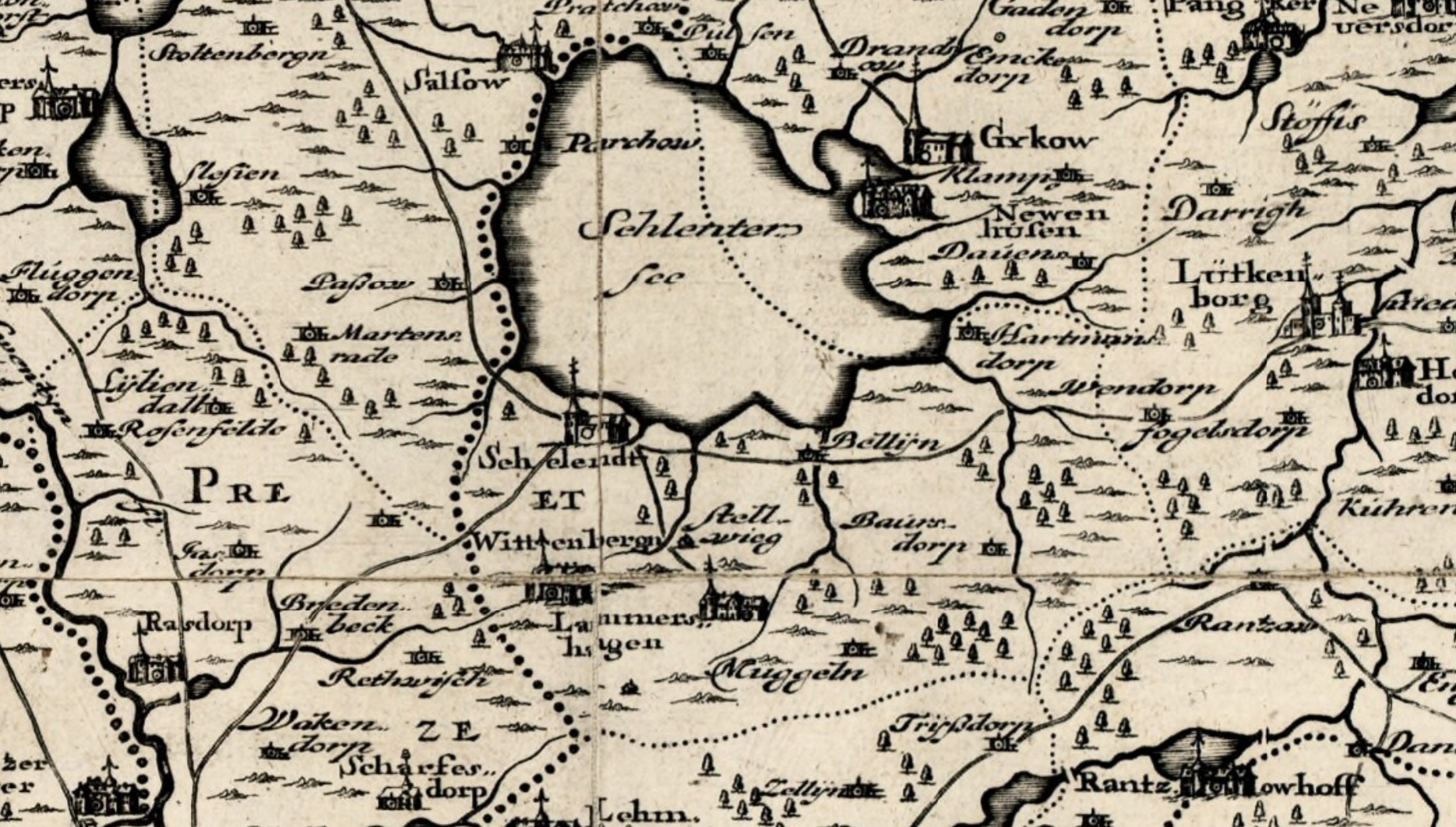
Bild 1: Historischer Wald bei Gottesgabe

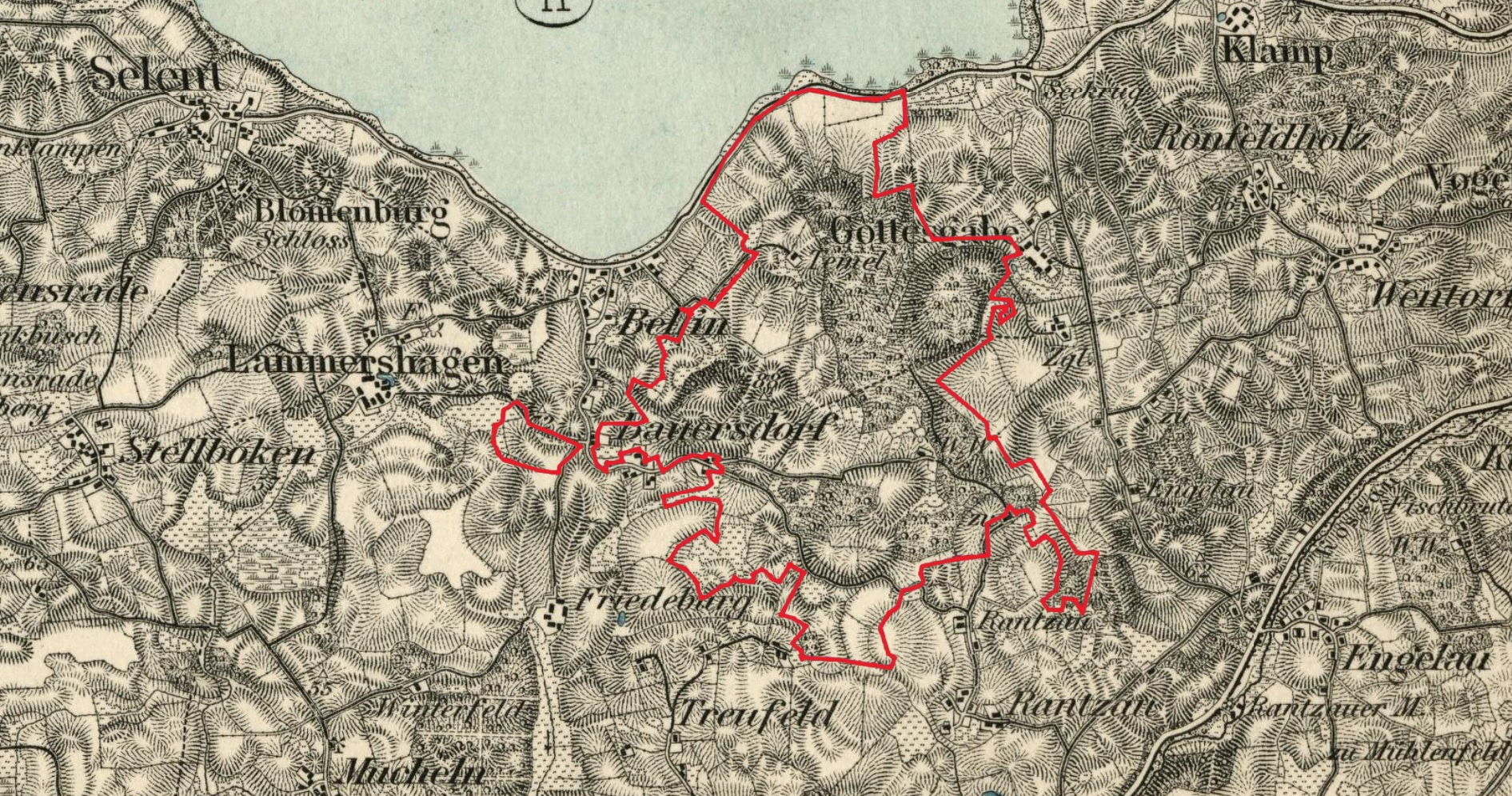
Bild 2: Gottesgabe um 1893 (rot umrandet das heutige FFH-Gebiet Gottesgabe)

Es hat eine Größe von 686 Hektar und liegt am Südrand des Selenter Sees zwischen Selent im Westen und Lütjenburg im Osten. Die größte Ausdehnung des FFH-Gebietes liegt mit vier Kilometer in Nordsüdrichtung. Das FFH-Gebiet befindet sich auf einer Grundmoräne der Weichsel-Kaltzeit mit stellenweise Ablagerungen von Geschiebesand. Die höchste Erhebung mit 89,8 Meter über Normalhöhennull (NHN) liegt im Gehölz Buchholz im Giekauer Ortsteil Gottesgabe, der niedrigste Bereich mit 38 Meter über NHN am Nordrand zum Selenter See an der Bundesstraße 202. Das FFH-Gebiet entwässert nach Norden über den Selenter See, die Hohenfelder Mühlenau oder die Salzau in die Ostsee, nach Süden über die Kossau und den Großen Binnensee in die Ostsee.
Das FFH-Gebiet besteht knapp zu einem Drittel aus Acker- und zu einem guten Fünftel aus Grünland. Der Rest besteht aus Laub- und Nadelwald und stehenden und fließenden Gewässern, siehe Diagramm 1. Es handelt sich um einen historischen Waldstandort, der bereits in der Karte „Nordertheill Von WAGEREN. Worinnen auch die ämpter Cißmar Und Oldenborg“ des Husumer Kartografen Johannes Mejer aus dem Jahre 1649 vermerkt ist, siehe Bild 1. In der Karte des Deutschen Reiches von 1893 ist dort ebenfalls bei Gottesgabe ein Mischwald eingezeichnet, siehe Bild 2.

## FFH-Gebietsgeschichte und Naturschutzumgebung
Der NATURA 2000-Standard-Datenbogen (SDB) für dieses FFH-Gebiet wurde im Juni 2004 vom Landesamt für Landwirtschaft, Umwelt und ländliche Räume (LLUR) des Landes Schleswig-Holstein erstellt, im September 2004 als Gebiet von gemeinschaftlicher Bedeutung (GGB) vorgeschlagen, im November 2007 von der EU als GGB bestätigt und im Januar 2010 national nach § 32 Absatz 2 bis 4 BNatSchG in Verbindung mit § 23 LNatSchG als besonderes Erhaltungsgebiet (BEG) bestätigt. Der SDB wurde zuletzt im Mai 2017 aktualisiert. Der Managementplan für das FFH-Gebiet wurde im 26. Oktober 2018 veröffentlicht. Es grenzt im Norden unmittelbar an das FFH-Gebiet Selenter See.
Das FFH-Gebiet liegt vollständig im Schwerpunktraum 259 „Moränenlandschaft östlich Lammershagen“ des landesweiten Biotopverbundsystems und mit großen Teilen im Naturpark Holsteinische Schweiz.  Es liegt vollständig im Landschaftsschutzgebiet (LSG) Gödfeldteich, Lammershagener Teiche und die bewaldete Endmoränenlandschaft östl. von Lammershagen und Umgebung. und grenzt im Norden an das Landschaftsschutzgebiet Selenter See mit Niederung zwischen Fargau und Pratjau und Umgebung.
Mit der Gebietsbetreuung des FFH-Gebietes nach § 20 LNatSchG wurde durch das LLUR noch keine Institution beauftragt (Stand November 2022).

## FFH-Erhaltungsgegenstand
Laut Standard-Datenbogen vom Mai 2017 sind folgende FFH-Lebensraumtypen (LRT) und Arten als FFH-Erhaltungsgegenstände mit den entsprechenden Beurteilungen zum Erhaltungszustand der Umweltbehörde der Europäischen Union gemeldet worden (Gebräuchliche Kurzbezeichnung (BfN)):
FFH-Lebensraumtypen nach Anhang I der EU-Richtlinie:
- 3150 Natürliche und naturnahe nährstoffreiche Stillgewässer mit Laichkraut oder Froschbiss-Gesellschaften (Gesamtbeurteilung C)[15]
- 7140 Übergangs- und Schwingrasenmoore (Gesamtbeurteilung C)[16]
- 9110 Hainsimsen-Buchenwälder (Gesamtbeurteilung C)[17]
- 9130 Waldmeister-Buchenwälder (Gesamtbeurteilung C)[18]

Arten gemäß Artikel 4 der Richtlinie 2009/147/EG und Anhang II der Richtlinie 92/43/EWG und diesbezügliche Beurteilung des Gebiets:
- 1188 Rotbauchunke (Gesamtbeurteilung B)[20]
- 1166 Kammmolch (Gesamtbeurteilung B)[21]

Das FFH-Gebiet ist nur zu einem Fünftel mit FFH-Lebensraumtypen belegt. Mit 16 Prozent der Gesamtfläche nimmt der FFH-LRT 9130 Waldmeister-Buchenwälder den überwiegenden Teil der FFH-Fläche ein, siehe Diagramm 2. Er ist besonders im östlichen Teil des FFH-Gebietes entlang von Bachläufen zu finden. Die knapp zehn Hektar große Fläche des FFH-LRT 9110 Hainsimsen-Buchenwälder konzentriert in der Mitte des FFH-Gebietes im Heinrichsgehege. Das knapp ein Hektar große Kesselmoor liegt als Übergangsmoor (FFH-LRT 7140) im Norden im Waldgebiet Neues Gehege Lehm unweit des Selenter Sees.(Lage) Der FFH-LRT 3150 Natürliche und naturnahe nährstoffreiche Stillgewässer mit Laichkraut oder Froschbiss-Gesellschaften findet sich am Südrand des FFH-Gebietes nahe dem Grebiner Ortsteil Hüttenholz und besteht im Wesentlichen aus zwei kleineren Teichen in der Gemeinde Lammershagen. Der an der Südspitze des FFH-Gebietes gelegene Teich wird Spitzbrook und der achthundert Meter nordwestlich gelegene Oberteich genannt, siehe Karte 1. Es handelt sich um ehemalige Fischteiche, die aber nicht mehr bewirtschaftet werden. Die Stiftung Naturschutz Schleswig-Holstein hat diese Teiche mit dem umgebenden Nassgrünland langfristig gepachtet. um zahlreichen Amphibien, wie der Rotbauchunke oder dem Kammmolch einen geeigneten Lebensraum zu geben. Die Teiche müssen allerdings jährlich einmal abgelassen werden, um noch vorhandene Fische zu entnehmen, da sie für die Brut von Amphibien eine Gefahr darstellen. Im Sommer 2018 wurde eine Nachkartierung der FFH-Lebensraum- und Biotoptypen im FFH-Gebiet durchgeführt. Danach sind fast ein Viertel der Gebietsfläche mit FFH-Lebensraumtypen belegt, ein Zwanzigstel sind zusätzlich gesetzlich geschützte Biotope und knapp ein Zehntel ausschließlich gesetzlich geschützte Biotope. Der Rest ist keinem der beiden Schutzstati zugeordnet, siehe Diagramm 3.

## FFH-Erhaltungsziele
Aus den oben aufgeführten FFH-Erhaltungsgegenständen werden als FFH-Erhaltungsziele von besonderer Bedeutung die Erhaltung folgender Lebensraumtypen und Arten im FFH-Gebiet vom Ministerium für Energiewende, Landwirtschaft, Umwelt und ländliche Räume des Landes Schleswig-Holstein erklärt:
- 3150 Natürliche und naturnahe nährstoffreiche Stillgewässer mit Laichkraut oder Froschbiss-Gesellschaften
- 7140 Übergangs- und Schwingrasenmoore
- 9130 Waldmeister-Buchenwälder

- 1188 Rotbauchunke
- 1166 Kammmolch

Aus den oben aufgeführten FFH-Erhaltungsgegenständen werden als FFH-Erhaltungsziele von Bedeutung die Erhaltung folgender Lebensraumtypen und Arten im FFH-Gebiet vom Ministerium für Energiewende, Landwirtschaft, Umwelt und ländliche Räume des Landes Schleswig-Holstein erklärt:
- 9110 Hainsimsen-Buchenwälder

Damit wurden alle im FFH-Gebiet vorhandenen FFH-Erhaltungsgegenstände zu FFH-Erhaltungszielen erklärt.

## FFH-Analyse und Bewertung
Das Kapitel FFH-Analyse und Bewertung im Managementvermerk beschäftigt sich unter anderem mit den aktuellen Gegebenheiten des FFH-Gebietes und den Hindernissen bei der Erhaltung und Weiterentwicklung der FFH-Lebensraumtypen und Arten. Die Ergebnisse fließen in den FFH-Maßnahmenkatalog ein.
Alle FFH-Lebensraumflächen haben im SDB keinen guten Erhaltungszustand zugesprochen bekommen; dies gilt für alle Beurteilungskategorien. Die Rotbauchunke ist besonders im Gebiet des Spitzbrooks in einer dreistelligen Anzahl vertreten. Das Gleiche gilt für den Kammmolch, dessen Erhaltungszustand als hervorragend bewertet wurde.
Das FFH-Gebiet befindet sich fast vollkommen im Privatbesitz. Nur am Nordrand an der Bundesstraße 202 gehört eine Parzelle mit feuchtem Nassgrünland der Stiftung Naturschutz Schleswig-Holstein und am Südostrand eine weitere der Landgesellschaft Schleswig-Holstein mbH. Auf Grund der gegebenen Besitzverhältnisse ist nicht zu erwarten, dass sich für die beiden Lebensräume der Buchenwälder der schlechte Erhaltungszustand in nächster Zeit grundlegend verbessert. Hierzu reicht eine bis dato ordnungsgemäß nachhaltig betriebene Forstwirtschaft nicht aus. Dazu fehlt ein vielschichtiges Arteninventar mit ausreichend liegendem und stehendem Totholz und eine ausreichende Anzahl von Habitatbäumen. Der hohe Anteil an Schalenwild im Revier lässt eine natürliche Baumverjüngung nur in eingegatterten Bereichen zu.

## FFH-Maßnahmenkatalog
Der FFH-Maßnahmenkatalog im Managementvermerk führt neben den bereits durchgeführten Maßnahmen geplante Maßnahmen zur Erhaltung und Entwicklung der FFH-Lebensraumtypen im FFH-Gebiet an. Die Maßnahmen sind zudem in einer Maßnahmenkarte und in dreißig Maßnahmenblättern zur Projektverfolgung tabellarisch erfasst.
Die vorgeschlagenen Maßnahmen betreffen folgende Schwerpunkte für LRT-Flächen:
- Keine Düngung
- Kein Einsatz von chemischen Pflanzenschutzmitteln
- Keine Fischbesatz in Laichgewässern der Amphibien
- Keine Fällung von Habitatäumen
- Keine Beseitigung von liegendem und stehendem Totholz
- Bewirtschaftung des Waldes mit dem Ziel einer gleichmäßigen Altersstruktur des Baumbestandes
- Verringerung des Wildbestandes zur Unterstützung einer natürlichen Waldentwicklung
- Waldumbau von nicht standorttypischem Nadelwald hin zu heimischem Laubwald
- Wiederanhebung des Grundwasserstandes durch Grabenstaue und Verzicht auf Grabenunterhaltung
- Neuanlage von Laichgewässern für Amphibien
- Umwandlung von Ackerflächen in extensiv genutztes Grünland zur Erhöhung der Artenvielfalt
- Umstellung der Bewirtschaftung von intensiver zu extensiver Grünlandnutzung mit Beweidung zur Erhöhung der Artenvielfalt

## FFH-Erfolgskontrolle und Monitoring der Maßnahmen
Eine FFH-Erfolgskontrolle und Monitoring der Maßnahmen findet in Schleswig-Holstein alle 6 Jahre statt. Die Ergebnisse des letzten Monitorings wurden noch nicht veröffentlicht (Stand November 2022).